# تپه گرک
تپه گرک مربوط به عصر مس - عصر برنز - عصر آهن است و در شهرستان نهاوند، بخش مرکزی، دهستان گاماسیاب، ضلع شمالی روستای گرک واقع شده و این اثر در تاریخ ۲۵ آبان ۱۳۸۷ با شمارهٔ ثبت ۲۳۶۸۳ به‌عنوان یکی از آثار ملی ایران به ثبت رسیده است. وجودسنگ گداخته ها و خرده های سفال در اطراف تپه و دخمه یا حفره ای بزرگ که ورودی آن در محوطه منزل مسکونی یکی از اهالی قراردارد نشان از وجود کارگاه سفالگری در دامنه این تپه در زمانهای قدیم دارد.درضلع شرقی تپه که سنگی بوده و دارای شیبی عمودی است چشمه آبی بنام پنجه علی وجود دارد که در نزد اهالی به‌ویژه روستاهای اطراف دارای قداستی خاص می باشد واز مناظر زیبای اطراف این تپه بوده که هرساله گردشگرانی را بسوی خود جلب می نماید  . این چشمه آب کشاورزی  بخشی از زمینهای روستای پایین دست (نثار) را تامین می کند . 